# Edificio de la Cervecería Munich
El Centro de Museos de Buenos Aires fue la sede de la Dirección General de Museos de la Ciudad de Buenos Aires quién cambio a llamarse desde el año 2016 Dirección General de Patrimonio, Museos y Casco Histórico. Ocupó desde el año 2002 el antiguo edificio de la Cervecería Munich, obra del arquitecto húngaro Andrés Kálnay, construida en 1927 a metros de lo que fue la Costanera Sur, actual barrio de Puerto Madero. 
Entre 1979 y 2002 fue sede del Museo de Telecomunicaciones, administrado primero por la empresa estatal ENTel, y luego por la firma Telecom Argentina.
Funcionó en él el Museo del Humorde junio de 2012 hasta el 23 de septiembre de 2023 cuando el edificio fue renovado para albergar el nuevo Museo de la Imaginación y el Juego.

## Historia

Andrés Kalnay posando junto a su obra (1929).

En 1918 se inauguraba en la ribera del Puerto Madero el Balneario Costanera Sur, gran parque y balneario público. Ampliado durante la siguiente década, el lugar se transformó en favorito de los porteños para pasar el verano al aire libre.
Por eso, el empresario catalán Ricardo Banús contrató al arquitecto húngaro Andrés Kálnay para que diseñase la Sucursal Balneario de la Cervecería Munich, de su propiedad. El edificio fue construido en el tiempo récord de cuatro meses y ocho días, aprovechando la prefabricación de todos los ornamentos y la estructura base de hormigón armado que hubo que construir debido a que en la zona el suelo estaba compuesto por tierra ganada al Río de la Plata, lo cual lo hacía demasiado blando para la construcción.
Kalnay no solo se encargó de la construcción del edificio: también realizó los vitrales, las barandas, las lámparas, la vajilla y los muebles. Y elaboró los diversos elementos escultóricos y símbolos pintados en las paredes que remiten a la cerveza y a la cultura de la ciudad de Múnich.
Inaugurado el 21 de diciembre de 1927, el emprendimiento fue tan exitoso que la Municipalidad de Buenos Aires decidió proyectar un conjunto de cervecerías y confiterías a lo largo del extenso parque, que serían concesionadas a diversas compañías. Para mantener la armonía, el mismo Kalnay estuvo a cargo de proyectar las nuevas construcciones: las cervecerías “Brisas del Plata”, “Don Juan de Garay”, “La Alameda” y “Punch de Naranja”. Por último, la Cruz Roja encargó a Kalnay el proyecto de un “Chalet Modelo” que fue rifado, actual templo Beit Jabad.
Así, la Costanera Sur quedó identificada con el estilo del arquitecto húngaro, con influencias de los edificios tradicionales de su tierra natal. Era común la organización de festivales sobre escenarios de madera, en las noches de verano, en donde se bailaba flamenco y se realizaban diversas actuaciones. Sin embargo, con el paso de las décadas el paseo fue decayendo, hasta que a comienzos de los años 1970 la Cervecería Munich cerró definitivamente. El edificio quedó abandonado y fue vandalizado, perdiendo muchos de sus vitrales y elementos decorativos.
En 1979, mediante la ordenanza municipal 35.941/79, la Municipalidad cedió a la Empresa Nacional de Telecomunicaciones la antigua sucursal Balneario de la Munich, por un plazo de 20 años y con el objetivo de instalar allí un futuro Museo de las Telecomunicaciones. Debido al deterioro completo de los interiores, la Gerencia de Relaciones Industriales de ENTel decidió restaurar los pisos y los muros con toda la ornamentación original —únicos sobrevivientes— y al mismo tiempo inició una serie de reformas internas de tono respetuoso, buscando ampliar las posibilidades del edificio para las exposiciones. Para ello, la empresa contactó personalmente a Andrés Kalnay, y su hijo Esteban se hizo cargo del diseño de nuevos vitrales alusivos a la nueva función de la antigua cervecería.
En 1992, con la privatización de los servicios telefónicos, el Museo de Telecomunicaciones quedó en manos de la compañía de origen francés Telecom Argentina, quien se hizo cargo de la administración del establecimiento hasta 2002, cuando el Gobierno de la ciudad revocó la concesión realizada en 1979 y recuperó la antigua cervecería y lo utilizó como Centro de Museos de Buenos Aires.
Desde junio de 2012 se inauguró en él el Museo del Humor (MUHU), cuyo patrimonio abarca dos siglos de humor gráfico argentino con muestras permanentes y transitorias, y programas educativos y reúne obras de todos los referentes argentinos del género.
En 2020, durante la Pandemia de COVID-19, fue utilizado como punto de testeo para la COVID-19.

## Características

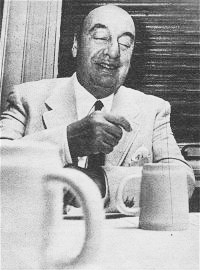
Pablo Neruda se tomó una cerveza en la Munich de Costanera, en 1971.

La sucursal “Balneario” de la Cervecería “Munich” fue proyectada por Andrés Kálnay hacia 1927. Su construcción se dio en el plazo inédito de 4 meses y 8 días. Primero, el terreno debió ser rellenado y compactado, para lo cual se utilizó tierra proveniente de las excavaciones para el subterráneo de la compañía Lacroze (hoy línea B). Luego, sobre una losa casetonada de un metro de grosor, se construyó el edificio, con un sótano, planta baja y dos niveles con terrazas exteriores.
El ingeniero Federico Kammerer dirigió las obras y se hizo cargo del cálculo de estructuras, mientras las instalaciones fueron realizadas por el ingeniero H. Potthoff. Las singulares esculturas y otros ornamentos en la fachada e interiores fueron obra del escultor Enrique Schwindsackl, y lograrían años más tarde sobrevivir a los destrozos durante el abandono.
En el sótano se ubicaron las instalaciones frigoríficas, las más grandes del país fuera de las utilizadas en fábricas. La cámara más grande tenía capacidad para refrigerar 1000 barriles de cerveza (50.000 litros), y abastecía directamente a las llaves de expendio en el nivel de la planta baja. Los pisos superiores tenían terrazas y escalinatas donde se instalaban mesas.
El edificio fue realizado en el estilo personal de Kalnay, difícil de encuadrar en una corriente determinada. Posee elementos del pintoresquismo del centro de Europa, lugar de origen del arquitecto, aunque también luce rasgos del Art decó, estilo en auge a mediados de los años 1920. Finalmente, se trata de una composición ecléctica, que toma elementos de diversas influencias mezclados en un estilo muy propio de Kalnay, visible también en edificios y residencias proyectados por el mismo arquitecto. Especializado en la decoración, Kalnay diseñó incluso las arañas de luz, la boisserie de las paredes, las barandas de las escaleras, las baldosas del piso y los singulares vitrales de la cervecería, que ilustraban personajes vestidos en atuendos tradicionales de la ciudad de Munich, y otros motivos alegóricos de la cerveza.
Toda la ornamentación original, junto con el mobiliario, se perdió luego del abandono a lo largo de los años 1970. En 1979, la Gerencia de Relaciones Industriales de ENTel, a cargo del arquitecto Rodolfo de Liechtenstein, diseñó la remodelación del edificio para el nuevo Museo de Telecomunicaciones. Las esculturas de personajes alpinos que sostenían las letras de la palabra "Munich" a lo largo de la fachada fueron rescatadas y restauradas; al tiempo que se sumaron piezas de la Fuente Monumental que decoraba el Parque Colón hasta la instalación del actual Monumento a Colón, junto a la Casa Rosada. En cinco meses, los trabajos estuvieron terminados, y el museo abrió en 1980.
En el interior del edificio, los ambientes de los pisos superiores fueron modificados para adecuarlos a su nuevo uso, construyéndose una escalera para unir la planta baja y el sótano, y una pasarela entre la planta baja y el primer piso, abriendo los vanos de los muros internos y aprovechando los templetes que decoran el exterior de la cervecería como espacios de exposición, cerrándolos con vidrio. Para la restauración, Andrés Kálnay fue contactado y se utilizó material y planos de su archivo personal, mientras su hijo Esteban diseñó nuevos vitrales para reemplazar a los destruidos, pero cambiando las alusiones a la cerveza por elementos de las telecomunicaciones tales como satélites y el logo de la propia ENTel.